# Pompy de Robodoll
Pompy de Robodoll is een Nederlandse kinder televisieserie uit 1987 die werd geproduceerd door Tom Manders jr. Het programma werd uitgezonden van 7 oktober 1987 tot 9 maart 1988 door Veronica op de woensdagmiddag op Nederland 2. Er zijn 23 afleveringen gemaakt. Voorafgaand aan de serie is er een speelfilm gemaakt. De begintune was het nummer Samen zijn gezongen door Willeke Alberti.

## Het verhaal
Het weesjongetje Danny ligt in het ziekenhuis. Daar krijgt hij van de uitvinder professor Vriendelijk een heel bijzonder cadeau. Een uit een sardinenblikjes omgebouwde robot, genaamd Pompy de Robodoll. Pompy is zo bijzonder omdat hij sneller kan gaan dan 100 km per uur, wel een paar meter boven de grond kan vliegen en met zijn bokshandschoenen gaten in muren kan slaan.
Pompy is niet de enige uitvinding van de verstrooide professor. Hij heeft ook Tokkel de viool, de Plof Plof mobiel en Yaki Yaki geschapen. Yaki Yaki is een vliegende bol die vanuit een toiletpot wordt gelanceerd als de trekker wordt overgehaald. Met deze uitvindingen woont de professor in een molen.
Danny en Pompy worden beste vriendjes. Maar op een dag voelt Pompy zich in de steek gelaten en vertrekt. Hij ontmoet Atilla de hond, die vastgebonden aan een boom in het bos zit. Samen beleven ze allemaal spannende avonturen.

## Cast

### Rolverdeling
- Professor Vriendelijk: IJf Blokker
- Kruimel Tuimel de Blikvanger: Willem Duyn
- Loodgieter Pijpeling: Maarten Spanjer
- Danny van der Berg: Maurice de Graaf
- Migiel van der Berg: Melchior Rietveldt
- Tinus de Toeter: Tineke de Nooij
- Directeur weeshuis: Rob Leenderts
- Stadsclown: Tom Oosterhuis

### Stemmen
- Pompy de Robodoll: Bill van Dijk
- Yaki Yaki/Atilla de Hond: Bert Plagman
- Tokkel de Viool: Dick Engelbracht
- Plof Plof mobiel: Fred Benavente
- Tuberella: Martine Bijl
- Beng Beng/Uiltje: Cor Witschge
- Karin van der Berg: Willeke Alberti
- Nieuwslezer: Donald de Marcas
- Verteller: Lex Goudsmit

De poppenspelers waren van het fameuze Marionettentheater Brugman.
Decor ontwerp en ontwerp karakter Tuberella zijn van Sicco Kingma.
Pompy de Robodoll, Yaki Yaki, Tokkel de Viool en Beng Beng werden middels geavanceerde radiografische technieken geanimeerd door Roeland Brugman.